# Советский район (Курган)
Сове́тский райо́н — один из трёх бывших районов города Кургана, существовал в 1962—1991 годах. Был расположен в юго-западной части города.

## История
12 мая 1955 года были образованы Центральный и Промышленный районы города Кургана. 8 мая 1956 года районы были упразднены.
Указом Президиума Верховного Совета РСФСР от 26 июня 1962 года были образованы Октябрьский и Советский районы. Постановлением бюро Курганского обкома КПСС от 29 июня 1962 года были образованы Октябрьский и Советский районные комитеты Коммунистической партии Советского Союза. Первые районные партконференции состоялись 16 июля 1962 года. Советский райкомы КПСС стал преемником упразднённого Центрального райкома КПСС.
17 июня 1969 года в административное подчинение Советского райисполкома г. Кургана включён п. Озёрный.
6 августа 1979 года в административное подчинение Советского райисполкома г. Кургана включён Черёмуховский сельсовет (с. Черёмухово, д. Арбинка, д. Нижняя Утятка, д. Осиновка, д. Старокомогоровская).
Первомайский район образован в соответствии с Указом Президиума ВС РСФСР от 20 октября 1980 года за счёт разукрупнения Октябрьского и Советского районов.
С 30 октября 1984 года в административное подчинение Первомайского  райисполкома г. Кургана передан Черёмуховский сельсовет.
Все три райкома упразднены постановлением бюро Курганского обкома КПСС от 15 октября 1990 года. Функции райкомов были переданы Курганскому горкому КПСС.
Все три района упразднены 1 декабря 1991 года.

## География
Границы Советского района после создания Первомайского района:
- С Первомайским районом: от западной границы города по автомобильной дороге на станцию Введенское (ныне улица Зауральская) и улице Автозаводской, пересекала железную дорогу восточнее жилых домов на нечётной стороне проспекта Конституции СССР. Далее граница шла по проспекту Конституции СССР и улице Коли Мяготина до перекрёстка с улицей Ленина.
- С Октябрьским районом: по улице Ленина от перекрёстка с улицей Коли Мяготина до дамбы на реке Тобол и далее по автомобильной дороге (ныне шоссе Тюнина) до южной границы города (развилка дорог на Звериноголовское и Половинное, в 1989 году там установлен Мемориальный комплекс 32-го лыжного полка).

На территории Советского района находились исторический центр города, посёлки Шаврино (ул. Тобольная), Шевелёвка, Галкино (Уралка, КЗКТ), Западный, Энергетиков, Курганка, ТЭЦ (Кулацкий), Увал и Молодёжный жилищный комплекс (МЖК, бул. Солнечный).

## Инфраструктура
Промышленные объекты: Курганский завод колёсных тягачей им. Д. М. Карбышева (ул. Невежина, 3), Курганский завод деревообрабатывающих станков (ул. Куйбышева, 36), Курганский завод дорожных машин (ул. Урицкого, 36), Курганский завод медпрепаратов «Синтез» (пр. Конституции СССР, 7), Курганская ТЭЦ, железнодорожная станция Курганка.
Парки: Городской сад имени В. И. Ленина, Центральный парк культуры и отдыха имени 50-летия Великого Октября, Детский парк, парк Победы (до 1978 года городское кладбище).
Учреждения культуры: Курганская областная универсальная научная библиотека имени А. К. Югова (ул. Комсомольская, 30), Курганская областная юношеская библиотека (ул. Криволапова, 50), Курганский областной краеведческий музей (ул. Володарского, 42), Курганский театр драмы (ул. Гоголя, 58), Клуб Продольного водопровода (ул. Пушкина, 2а), Дворец культуры строителей (ул. Коли Мяготина, 100), кинотеатры: «Россия» (ул. Володарского, 75), «Родина» (Городской сад имени В. И. Ленина), «Прогресс» (ул. Советская, 94), «Курган» (пр. Конституции СССР, 60).
Спортивные сооружения: стадион «Локомотив», ипподром.
Административные здания: Курганский обком КПСС и облисполком (ул. Гоголя, 56), Курганский горком КПСС и горисполком (пл. Ленина, 1)
Советский райком КПСС и райисполком находились по адресу: ул. Р. Зорге, 24; ныне в здании располагается Курганский областной музыкальный колледж им. Д. Д. Шостаковича.